# Antonio Candreva
Antonio Candreva (sinh ngày 28 tháng 2 năm 1987 ở Roma, Ý) là cầu thủ bóng đá của câu lạc bộ Internazionale Milano.

## Thống kê sự nghiệp

### Câu lạc bộ
Tính đến 19 tháng 3 năm 2018
| Câu lạc bộ          | Mùa giải            | Giải quốc gia | Giải quốc gia | Cúp  | Cúp | Châu Âu | Châu Âu | Khác | Khác | Tổng cộng | Tổng cộng |
| Câu lạc bộ          | Mùa giải            | Trận          | Bàn           | Trận | Bàn | Trận    | Bàn     | Trận | Bàn  | Trận      | Bàn       |
| ------------------- | ------------------- | ------------- | ------------- | ---- | --- | ------- | ------- | ---- | ---- | --------- | --------- |
| Ternana             | 2005-06             | 29            | 0             | 0    | 0   | —       | —       | —    | —    | 29        | 0         |
| Ternana             | 2006-07             | 16            | 0             | 0    | 0   | —       | —       | —    | —    | 16        | 0         |
| Ternana             | Tổng cộng           | 45            | 0             | 0    | 0   | —       | —       | —    | —    | 45        | 0         |
| Udinese             | 2007-08             | 3             | 0             | 0    | 0   | —       | —       | —    | —    | 3         | 0         |
| Livorno (mượn)      | 2008-09             | 33            | 2             | 0    | 0   | —       | —       | —    | —    | 33        | 2         |
| Livorno (mượn)      | 2009-10             | 19            | 0             | 3    | 0   | —       | —       | —    | —    | 22        | 0         |
| Livorno (mượn)      | Tổng cộng           | 52            | 2             | 3    | 0   | —       | —       | —    | —    | 55        | 2         |
| Juventus (mượn)     | 2009-10             | 16            | 2             | 1    | 0   | 3       | 0       | —    | —    | 20        | 2         |
| Parma (mượn)        | 2010-11             | 31            | 3             | 2    | 0   | —       | —       | —    | —    | 33        | 3         |
| Cesena (mượn)       | 2011-12             | 18            | 2             | 3    | 0   | —       | —       | —    | —    | 21        | 2         |
| Lazio               |                     |               |               |      |     |         |         |      |      |           |           |
| 2011-12             | 15                  | 3             | —             | —    | 2   | 0       | —       | —    | 17   | 3         |           |
| 2012-13             | 35                  | 6             | 3             | 0    | 11  | 1       | —       | —    | 49   | 7         |           |
| 2013-14             | 37                  | 12            | 1             | 0    | 5   | 0       | 1       | 0    | 44   | 12        |           |
| 2014–15             | 34                  | 10            | 4             | 1    | —   | —       | —       | —    | 38   | 11        |           |
| 2015–16             | 29                  | 10            | 2             | 0    | 11  | 2       | 1       | 0    | 43   | 12        |           |
| Tổng cộng           | 150                 | 41            | 10            | 1    | 29  | 3       | 2       | 0    | 191  | 45        |           |
| Internazionale      |                     |               |               |      |     |         |         |      |      |           |           |
| 2016–17             | 38                  | 6             | 2             | 1    | 5   | 1       | —       | —    | 45   | 8         |           |
| 2017-18             | 27                  | 0             | 1             | 0    | —   | —       | —       | —    | 28   | 0         |           |
| Tổng cộng           | 65                  | 6             | 3             | 1    | 5   | 1       | 0       | 0    | 73   | 8         |           |
| Tổng cộng sự nghiệp | Tổng cộng sự nghiệp | 381           | 56            | 22   | 2   | 37      | 4       | 2    | 0    | 442       | 62        |

1. 1 2 3 4 5  Tất cả các lần ra sân tại Europa League
2. ↑  Lần ra sân tại Supercoppa Italiana

### Đội tuyển quốc gia
Tính đến  ngày 27 tháng 3 năm 2018. 
| Đội tuyển quốc gia Ý | Đội tuyển quốc gia Ý | Đội tuyển quốc gia Ý |
| Năm                  | Số lần ra sân        | Số bàn thắng         |
| -------------------- | -------------------- | -------------------- |
| 2009                 | 2                    | 0                    |
| 2010                 | 0                    | 0                    |
| 2011                 | 0                    | 0                    |
| 2012                 | 3                    | 0                    |
| 2013                 | 13                   | 0                    |
| 2014                 | 8                    | 1                    |
| 2015                 | 9                    | 1                    |
| 2016                 | 9                    | 3                    |
| 2017                 | 8                    | 1                    |
| 2018                 | 2                    | 0                    |
| Tổng cộng            | 54                   | 7                    |

### Bàn thắng quốc tế
| #  | Ngày                 | Địa điểm                                       | Đối thủ       | Bàn thắng | Kết quả | Giải đấu                 |
| -- | -------------------- | ---------------------------------------------- | ------------- | --------- | ------- | ------------------------ |
| 1. | 16 tháng 11 năm 2014 | San Siro, Milan, Ý                             | Croatia       | 1–0       | 1–1     | Vòng loại Euro 2016      |
| 2. | 12 tháng 6 năm 2015  | Sân vận động Poljud, Split, Croatia            | Croatia       | 1–1       | 1–1     | Vòng loại Euro 2016      |
| 3. | 13 tháng 11 năm 2015 | Sân vận động Nhà vua Baudouin, Brussels, Bỉ    | Croatia       | 1–0       | 1–3     | Giao hữu                 |
| 4. | 6 tháng 6 năm 2016   | Sân vận động Marc'Antonio Bentegodi, Verona, Ý | Phần Lan      | 1–0       | 2–0     | Giao hữu                 |
| 5. | 5 tháng 9 năm 2016   | Sân vận động Sammy Ofer, Haifa, Israel         | Israel        | 2–0       | 3–1     | Vòng loại World Cup 2018 |
| 6. | 12 tháng 11 năm 2016 | Sân vận động Rheinpark, Vaduz, Liechtenstein   | Liechtenstein | 3–0       | 4–0     | Vòng loại World Cup 2018 |
| 7. | 9 tháng 10 năm 2017  | Sân vận động Loro Boriçi, Shkodër, Albania     | Albania       | 1–0       | 1–0     | Vòng loại World Cup 2018 |